# Ministerio de Seguridad Social de Brasil
El Ministerio de Seguridad Social (MPS por sus siglas en portugués) de Brasil, es la institución gubernamental responsable de la administración y mantenimiento de la seguridad social en ese país, garantizando el derecho a la seguridad social para toda persona que contribuye, derechos que están reconocidos por la constitución brasileña de 1988.
Los ingresos trasnferidos por la seguridad social son utilizados para subsidiar a los trabajadores contriuyentes cuando pierden su capacidad de trabajo, ya sea por enfermedad, invalidez, vejez, muerte o desempleo involuntario, maternidad e incluso reclusión. La cartera fue fusionada con el Ministerio de Trabajo y Empleo en la reforma ministerial de octubre del 2015, formando el ministerio de Trabajo y Seguridad Social (MTPS por sus siglas en portugués). En enero del 2023, la cartera fue creada nuevamente por el gobierno de Lula da Silva.
El Ministerio es miembro de la Conferencia Interamericana de Seguridad Social, organización internacional técnica y especializada cuyo objetivo es promover el desarrollo de la protección y la seguridad social en las Américas.